# 시차 (정치인)

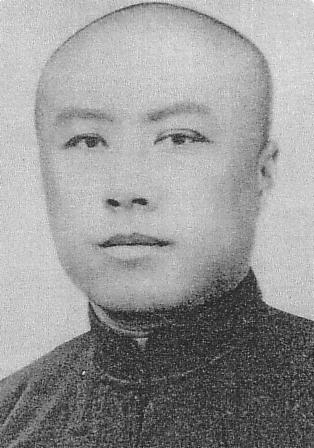
1934년, 일본 제국이 작성한 《대만주국 요인 화보》에 실린 시의 사진.

시차 (熙洽, 한국 한자음: 희흡, 1883년 ~ 1950년)은 중화민국, 만주국의 정치가였다. 청나라 황족인 아이신교로에서 갈라져 나온 자손으로, 랴오닝성 센양 출신이며 만주 정람기(正藍旗) 사람이다.

## 생애
신해혁명 당시 종사당의 청나라 부흥 운동에 참여했으며 일본의 도쿄 진무학교와 육군사관학교에서 공부했다. 중화민국이 세워질 때 동북육군 강무당의 교육장을 지냈다. 1931년 일본군이 만주사변을 일으켜 중국을 침략하면서 시가 있던 지린성을 공격하자, 시는 일본에 투항하여 일본령 지린 성의 장관이 되었다. 괴뢰 정부 만주국이 세워지자 시는 만주국 재정총장 겸 지린성장이 되었다. 1934년에는 재정부 대신, 1936년에는 궁내부 대신을 지냈다.
만주국이 소비에트 연방의 만주 전략공세작전으로 멸망한 뒤에는 소비에트 연방군에 붙잡혀 하바로프스크에 갇혀 지냈다. 1950년에 다른 만주국 출신의 전범들과 함께 중화인민공화국으로 신병이 옮겨졌으며, 하얼빈 전범 관리소에서 병으로 죽었다.